# 覆道

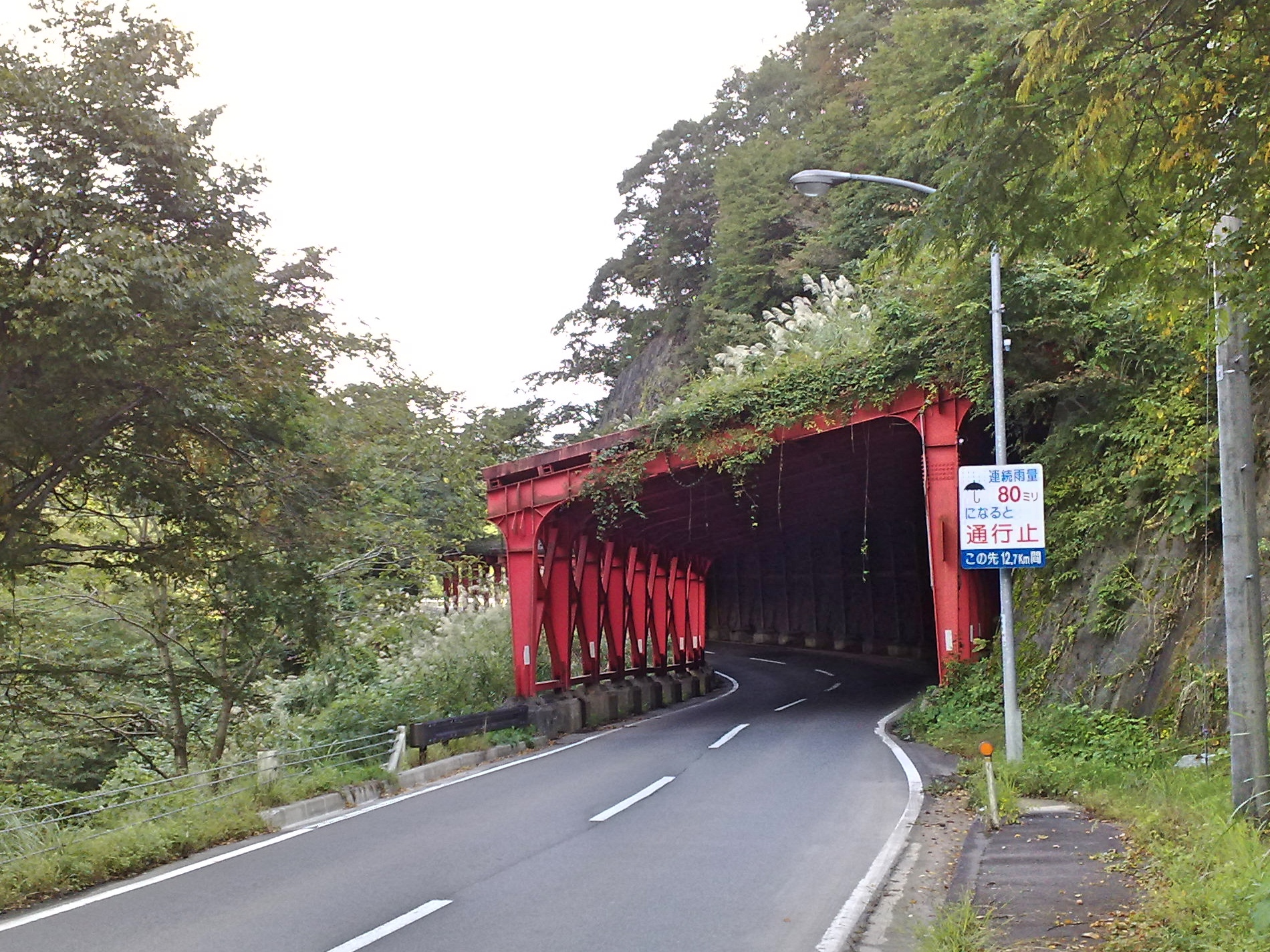
新潟県道24号栃尾山古志線上のロックシェッド（新潟県長岡市北荷頃）

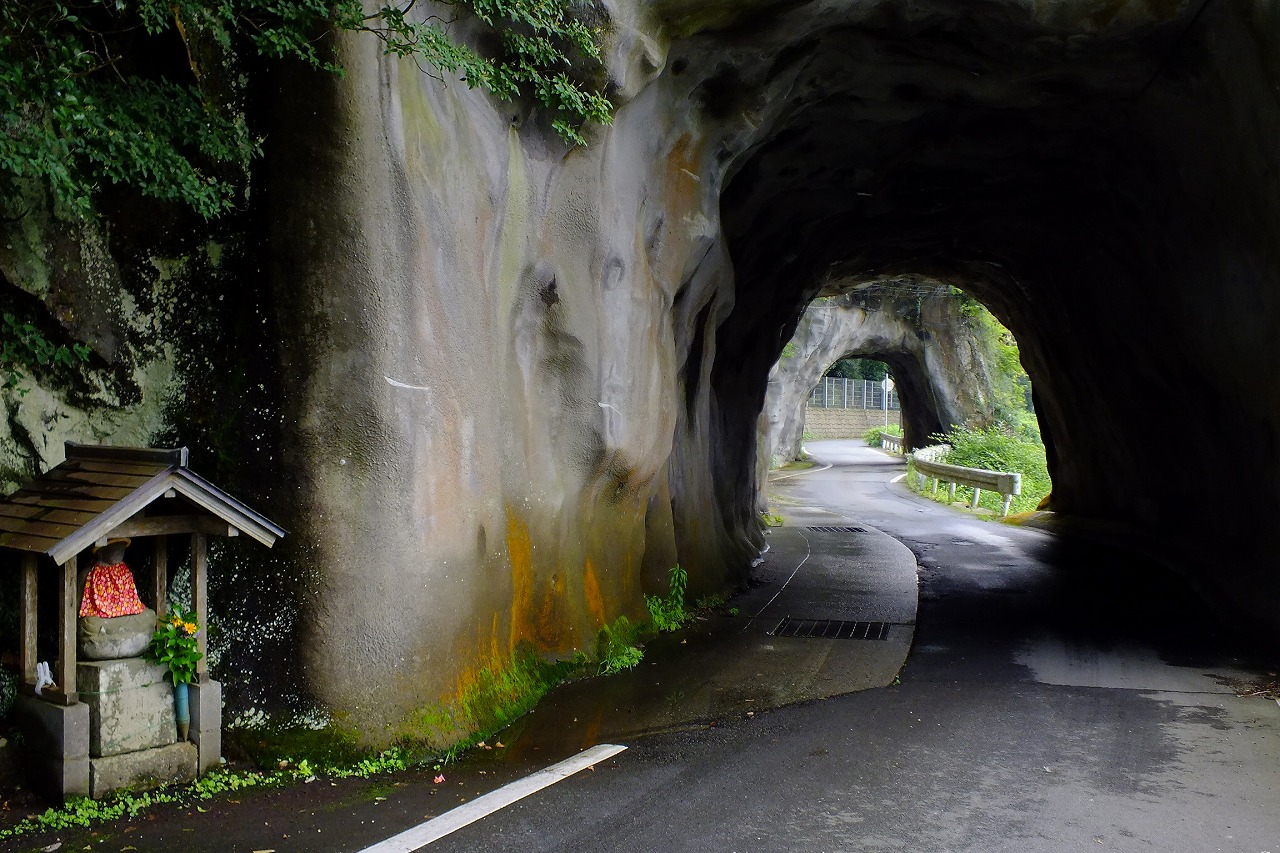
度重なる揖保川の氾濫を克服すべく幾度もの改修が加えられた与位の洞門（兵庫県宍粟市山崎町）

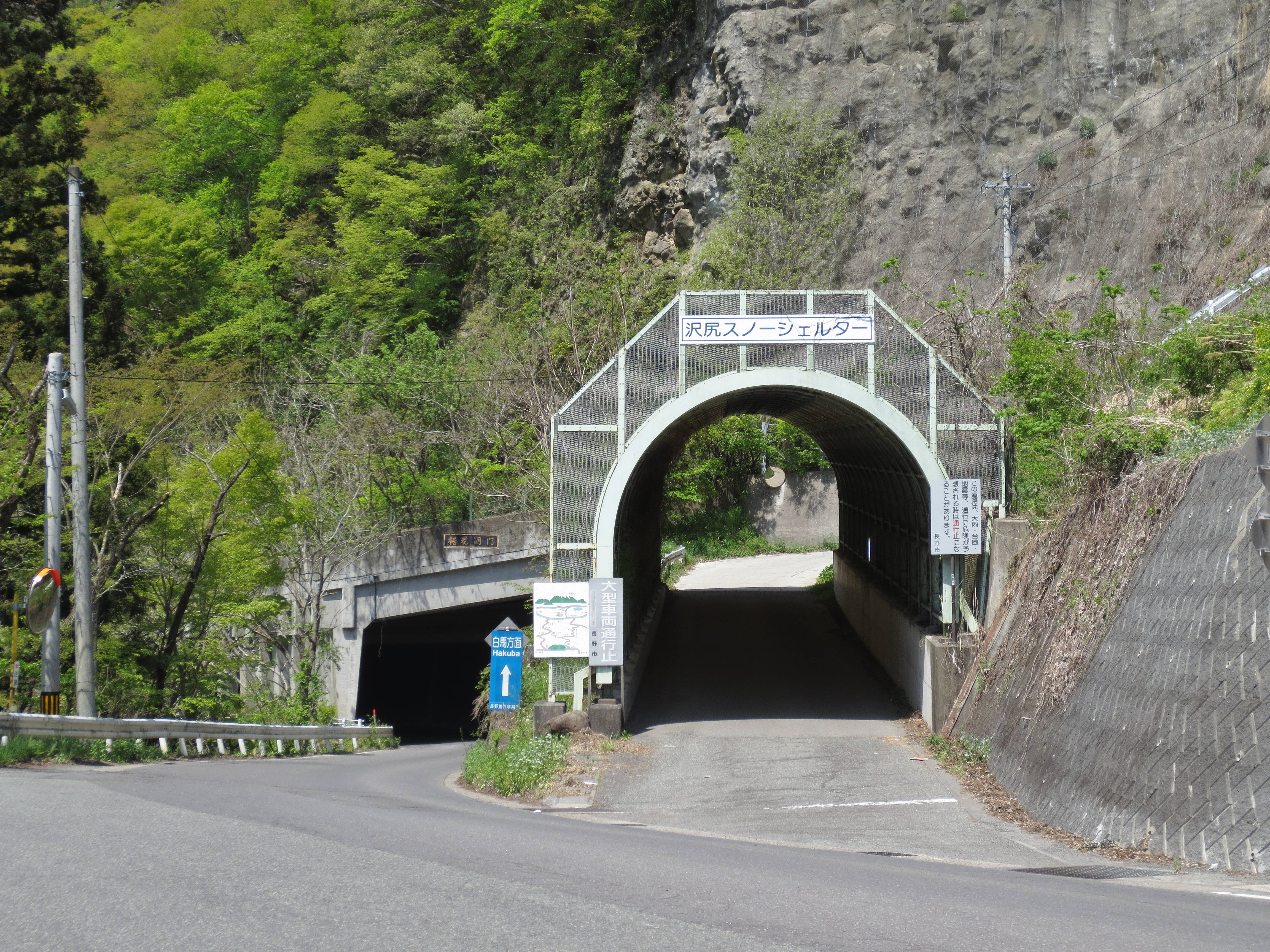
長野県長野市、国道406号の裾花洞門（左）と沢尻スノーシェルター（右）

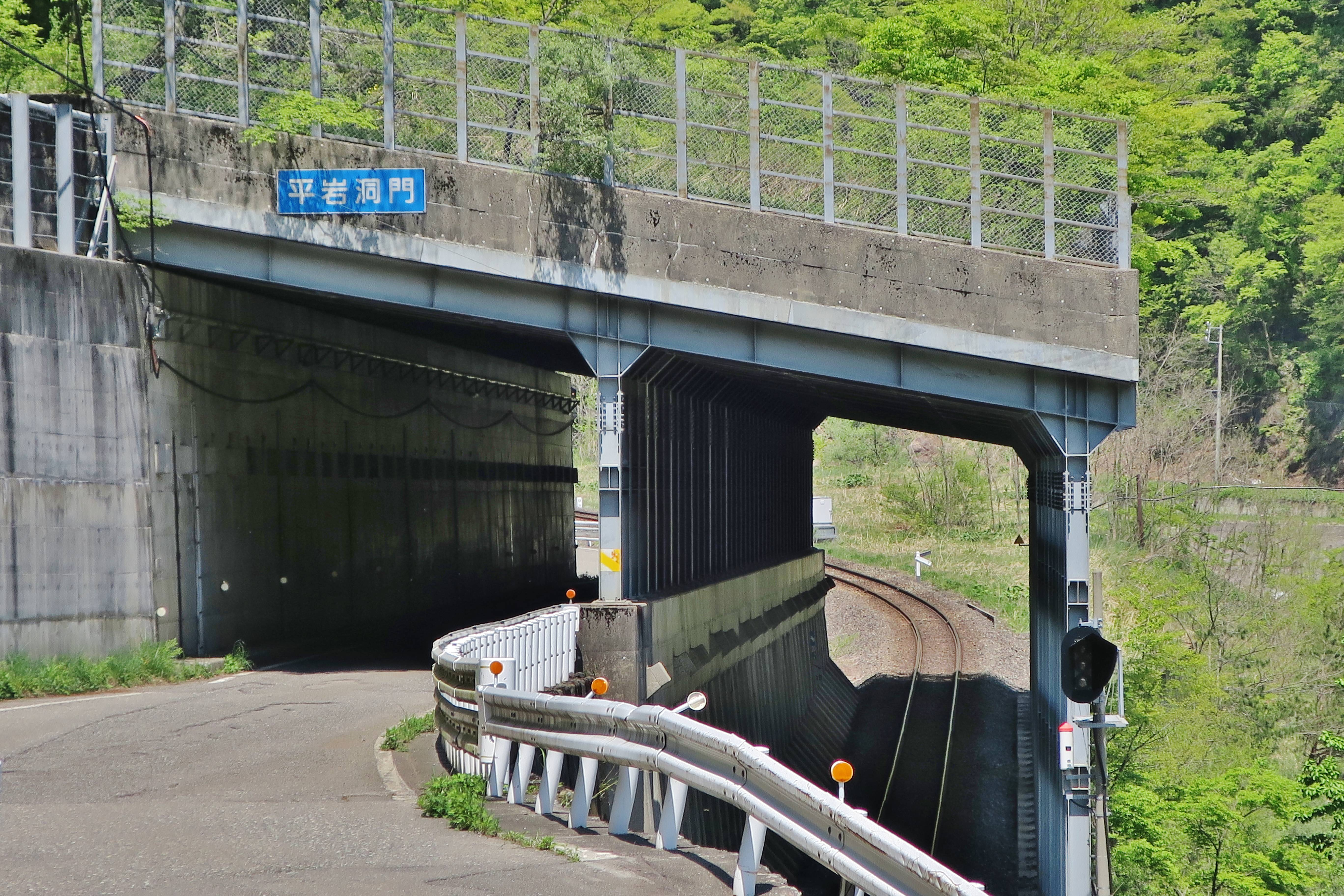
新潟県糸魚川市、新潟県道375号平岩停車場蒲原線（左）とJR大糸線（右）と共用の平岩洞門

覆道（ふくどう）とは雪崩や落石、土砂崩れから道路や線路を守るために作られた、トンネルに類似の形状の防護用の建造物。「洞門」「半トンネル」と呼ばれることが多い。他には覆い工、シェッド、シェードとも呼ばれる。雪対策のものはスノーシェッド、岩石対策のものはロックシェッドと言い、土砂の崩落や土石流対策の物はアースシェッドと言う。

## 概要
道路の片側が切土になっている区間において、落石防止や雪崩防止を目的として設置される。落石や土砂などを道路を越えて反対側（谷側）に落とす。ロックシェッドやスノーシェッドなどでは構造物の剛性を決定するために想定される荷重、または最も作用する頻度の多い荷重の名称によって名称しているのが一般的で、両者に本質的な違いはなく2つ以上の用途を兼ねていることが多い。
落石を防止するロックシェッドの場合、落石の規模が大きいが道路の幅員に余裕がなく落石防護柵等では防げない場合や、落石の跳躍高が大きいため柵を飛び越す場合に用いられる。一般に高価であるため、ほかの落石防護では対策できない場合に検討される。

## 構造
覆工の構造は上部構造（主構・主梁・頂版・側壁・柱）と下部構造（山側受台・谷側受台・底版・基礎）、支承部によって構成される。
落石防止用の覆道は、頂部を水平にしていると落石の衝撃を受けることで洞門が破壊されることがあるため、予め斜面を崩しておいて、天井上部の土砂と切土とで斜面を一体化させた緩やかな勾配を作って落石の衝撃を和らげ自然に流下させるのが望ましい。落石で生じる衝撃力を和らげるためには緩衝材を設ける。緩衝材として用いられる材料は主に砂であるが、砂・鉄筋コンクリート版・発泡スチロールの三層緩衝構造が開発されているほか、発泡スチロールの積層や発泡スチロール・砂の互層としたものもある。土砂留め壁を設けるなどして緩衝材が降雨で流出しないようにしなければならない。
雪崩防止用の覆道（スノーシェッド）の場合、理想は屋根勾配と斜面勾配を一体化させることであるが、現実には10度の勾配を取ることが多い。覆道の内側に雪崩が入り込まないように、屋根の軒先を谷側に延長させるか谷側の平地部分を覆道の端部からカットする必要がある。
設計上で必ず考慮する荷重は自重・土圧・落石・地震・雪崩・自動車衝突であり、現場の条件によって水圧・堆積土・積雪も考慮に入れる。水圧は一般に考慮しなくてもよいが、湧水が特に多い場合は考慮することが考えられる。堆積土の荷重は非常に大きく、一般には取り除くことが原則とされるが、土砂の除去が困難な場合は考慮する必要がある。
水圧の作用を防ぐため、排水対策が必要である。頂版は排水に考慮して勾配を決定するほか、土砂留め壁の内側や山側裏込め部には透水管や排水管によって水を排出する。また、防水シートや目地処理、コンクリート内部の止水板で防水処理を施すことが望ましい。
基礎は直接基礎または杭基礎である。杭基礎の場合、山岳部の急傾斜部に設置されることが多く、既成杭を使うことはほとんど使わず場所打ち杭が用いられ、施工も深礎工法を採用する事例が多い。

### 形状
構造形状を大別すると箱形式・門形式・逆L式・単純梁式に分けられる。支柱の本数で構造形状を分けると谷側にのみ支柱を持った1支柱型と、谷側と山側の双方に支柱を持つ2支柱型に分けられる。谷側に基礎を設ける余裕がない場合や、覆道内部からの眺望を邪魔してはならないという理由から覆道を片持ち梁形式としたタイプがある。
山側受台は重力式（それ自身の自重によって安定を保つ）・重力もたれ式（受け台の自重と安定な地山にもたれかかることで安定を確保する）・逆T式・L形式がある。山側受台の支承部は水平と鉛直の2軸でアンカーを設けて主梁と連結させる。谷側受台は重力式・逆T式・単独式・ラーメン式がある。谷側受台は柱の部分をくり抜く形の箱抜き形状を取ることを基本とする。
寸法を決定するにあたっては道路・鉄道問わず建築限界を基準に検討される（道路構造令や普通鉄道構造規則）。

### 材料
材料としては鋼、鉄筋コンクリート、プレストレストコンクリートなどがあり、施工性や経済性などを勘案して選定される。
鋼製の場合は工場で分割して製作してから現地で組み立てるが、鉄筋コンクリート製と比べ地形との馴染みが悪く腐食の懸念があるものの、塗装後にすぐ実用化できて複雑な構造形式に対応できる利点がある。設計荷重が小さい場合、基礎地盤の条件から軽くする必要がある場合に鋼製が適する。
鉄筋コンクリート製は現場で型枠を組んで配筋後にコンクリートを打設する場所打ちのものが主流であり、部材形状が大きく重厚感があることや施工性や工期に難点がある一方で、地形との馴染みがよく腐食の懸念がない。
プレストレストコンクリート製は工場で作成したものを現場に搬入して組み立てるもの（プレキャスト工法）が主流で、安定した品質が得られ腐食の心配がなく維持管理性が良い。

## 関連文献
- 日本道路協会『道路防雪便覧』丸善出版、1990年5月。ISBN 978-4-88950-409-5。
- 国土交通省道路局『シェッド、大型カルバート等定期点検要領』（PDF）2019年2月。